# Suc de síndria
Suc de síndria es un cortometraje español de 2019 dirigido por Irene Moray.

## Argumento
Es la historia de una pareja, Bàrbara (Elena Martín) y Pol (Max Grosse Majench), que se va unos días de vacaciones a la naturaleza. En una atmósfera intimista, aunque también rodeados de amigos, buscan pasarlo bien y a la vez encontrar un espacio tranquilo para disfrutar de su intimidad. Bàrbara ha pasado por un episodio traumático y ahora intenta redescubrir su sexualidad junto a Pol.

## Producción
Suc de síndria, estrenado en 2019, pretendía según la autora hablar sobre un tipo de amor muy específico, sano y redentor, inspirándose en su propia experiencia personal trabajando haciendo terapia con mujeres. El corto fue producido por Distinto Films, con un presupuesto inicial de 20.000 euros. Se estrenó en Berlinale Shots en 2019. El rodaje se produjo en Convent, un convento ocupado catalán reconvertido en residencia de artistas.

## Premios y nominaciones
| Año  | Categoría          | Resultado |
| ---- | ------------------ | --------- |
| 2020 | Mejor Cortometraje | Ganadora  |

### Otros premios y nominaciones
- 2019 - Festival de Berlín  Selección EFA
- 2019 - European Film Awards  Nominación - Mejor Cortometraje
- 2019 - D'A Film Festival  Sección Oficial - Cortos
- 2019 - Festival de Málaga  Mejor Actriz
- 2019 - Indielisboa  Sección Oficial - Cortos
- 2019 - Festival de Londres  Sección Oficial - Cortos
- 2019 - Festival de Las Palmas  Sección Oficial - Cortos
- 2019 - Semana de Cine de Medina del Campo  Mejor Actriz
- 2020 - Premios Gaudí Mejor Cortometraje
- 2020 - XVIII Concurso Iberoamericano de Cortometrajes Versión Española-SGAE Primer premio. Mejor interpretación femenina. Mejor interpretación masculina.